# Jean-Claude Jacq
Jean-Claude Jacq, né à Rabat (au Maroc, alors protectorat français) en 1951  est un haut fonctionnaire et écrivain français, secrétaire général de l'Alliance française de 2001 à 2015.

## Biographie
Jean-Claude Jacq a fait des études de lettres et de sciences politiques. Il est agrégé ès lettres.
Détaché de l'Éducation nationale, il travaille comme coopérant à l'université Mohammed V de Rabat. Il est ensuite envoyé au Brésil comme directeur à l'Alliance française de São Paulo, puis délégué général de l'Alliance française de Paris au Portugal (1987-1992).
À partir de 1993, il est conseiller culturel et de coopération à l'Ambassade de France en Israël. En 1997, il est nommé à la direction générale des relations culturelles scientifiques et techniques du ministère des Affaires étrangères où il est à la tête de la sous-direction des sciences sociales, humaines et de l'archéologie.
En septembre 2001, il succède à Jean Harzic comme secrétaire général de l'Alliance française de Paris et contribue à ce titre à la création de la Fondation Alliance française qui lui fait suite avec l'Alliance française de Paris Île-de-France pour l'école de langue française du boulevard Raspail.
Il est membre de la Commission française pour l'UNESCO et du conseil d'administration de l'Institut français.

## Œuvre littéraire
Jean-Claude Jacq est l'auteur de nombreux articles (La Quinzaine littéraire, Le Monde diplomatique ou dans la revue Levant (créée en 1988), allocutions et discours (notamment lors des colloques de l'Alliance française tenus chaque année en janvier). Il est, sous le nom de Vincent Jacq, l'auteur ou coauteur des livres suivants :
- Chambre haute, Éditions de l'Équinoxe, 1982
- Odeur d'encre, odeurs d'îles, Éditions Julliard, 1991  (ISBN 978-2-260-00793-7)
- Vingt-trois moments de l'embouchure, Éditions de l'Escampette, 1993  (ISBN 978-2-909428-08-6)
- O país da poesia : le pays de la poésie avec Bernard Plossu et Philippe Arbaïzar, Porto, Centro Português de Fotografia, 1999
- L’Écume des voyages, La Nouvelles Escampette. 2016.  (ISBN 978-2-35608-089-9) (regroupe Odeur d'encre, odeur d'îles ; Lisbonne, nuits intranquilles ; Vingt-trois moments de l'embouchure ; Détroit de Beagle)

## Distinctions honorifiques
Jean-Claude Jacq a reçu plusieurs décorations et distinctions françaises et étrangères, notamment :
- Chevalier de la Légion d'honneur décernée en 2013 et remise solennellement en janvier 2014[8]